# Piątka (album)
Piątka – piąty album Roberta Chojnackiego, wydany w 2016 roku. 

## Lista utworów
1. Last Train
2. Corpodrama
3. Śpiewam Swoje
4. Ulice Twojego Imienia
5. Dom Pośród Burz
6. Wszystkie Chwile
7. Aretha
8. Układ Gwiazd
9. Wiatr Nad Wrzosowiskiem
10. Muza Ze Snu
11. Kochankowie W Nas
12. Letnia Noc
13. Piątka (Instrumental)